# Huldremosekvinden
Huldremosekvinden er et moselig fundet i Huldremosen mellem Ramten og Stenvad på Djursland 15. maj 1879 i forbindelse med tørvegravning. Liget stammer fra ca. 95 e.Kr. (± 100 år) og var iført et skindslag af fåreskind og et skørt vævet af naturfarvet uld. Huldremosekvinden udstilles i dag på Nationalmuseet.

## Fundomstændigheder
Liget blev fundet den 19. maj 1872 af arbejdsmand Niels Hansen, der gravede tørv for skolelærer J.V. Nissen i Ramten. I en meters dybde stødte han på liget og kom i den forbindelse til at hugge ligets højre hånd af. Nissen, der var arkæologisk interesseret, fik arbejdet stoppet og holdt de næste to dage vagt ved liget, indtil herredsfogeden og distriktslægen fra Grenå ankom i selskab med apotekeren og en politibetjent. Liget blev herefter transporteret til en lade, hvor tøjet blev taget af liget, så det kunne blive vasket. I forbindelse med denne rengøring faldt skalpen af liget, mens tøjet klarede en vaskning og efterfølgende luftørring uden at tage skade.
Distriktslæge Steenberg sendte en indberetning til Det Kgl. Museum for Nordiske Oldsager og lovede at tøjet ville blive sendt til museet, når det var blevet tørt, men liget blev lagt i en kiste og begravet på kirkegården ved Ørum Kirke. Efter at have ligget der to nætter blev liget dog gravet op igen, da museet havde telegraferet, at man også ville have liget. Efter en tid på Grenaa Amtssygehus' lighus blev liget sejlet til København med dampskibet Thy den 4. juni.

## Liget
Den døde lå med hovedet mod vest. Det kunne konstateres, at der var tale om en voksen kvinde formentlig af ret spinkel bygning (omend bevaringsforholdene kan spille ind). Kvinden lå med optrukne ben og overkroppen drejet til siden. Venstre lårben har været brækket og er vokset skævt sammen, så hun må have haltet. Venstre arm lå bøjet i en ret vinkel.

## Klæderne
På overkroppen bar liget to skindlag, det ene over det andet. Yderlaget er syet sammen af flere stykker fåreskind i to farver, hvorved dragten fik facon og hårene, som vendte udad, faldt som de skulle. Omkring hals og skuldre var indsat for, ligeledes af fåreskind mend med hårene indad. Syningerne er fint udførte. Slaget var lukket i halsen og måtte tages på over hovedet.
Inderslaget var åbent og beregnet til at binde over venstre skulder, af lammeskind og med hårene indad. Det har været repareret flere gange, men reparationerne er udførte med stor dygtighed. Et ternet stykke uldtøj af størrelse og form omtrent som et halstørklæde var ført over skulderen og under venstre arm, hvor det blev samlet med en bennål. Venstrearmen var bundet til kroppen med en tyk rem af oksehud, som gik mellem de to slag.
Kvinden var iført et ankellangt skørt af ternet uldstof, lagt dobbelt og arrangeret i folder og læg. En læderrem holdt skørtet oppe, lukket med en læderknap i den ene ende og en løkke, der fungerede som "knaphul" i den anden. En række huller i linningen har tjent til at holde remmen på plads.

## Frisuren
Kvindens hår, der var rødt og "alt strøget bagud" var ombundet med en meterlang uldsnor og "kastet flere gange om halsen".

## Smykker
Kvinden havde to ravperler i en snor omkring halsen. Sammen med liget fandtes blandt andet en hornkam og et smalt vævet bånd i flere farver, muligvis et hårbånd.

## Ofringen
Kvindens udstyr viser, at hun må være af fornem byrd. Hun er måske blevet slået ihjel ved et sår fremkaldt ved, at man har forsøgt at hugge højre arm over, hvilket hurtigt må have forblødet hende. Det er også muligt, at skaden kan være opstået senere, f.eks. ved tørvegravning i mosen.

## Udstilling
Huldremosekvinden havde i mange år aldrig være udstillet, men i forbindelse med den nye, permanente oldtidsudstilling, Danmarks Oldtid, på Nationalmuseet, der åbnede i 2008, blev Huldremosekvinden permanent udstillet.